# Adriana Paz
Adriana Paz (Ciutat de Mèxic, 13 de gener de 1980) és una actriu mexicana de cinema, televisió i teatre, guanyadora de 3 premis Ariel per les seves interpretacions. El paper que més fama i popularitat li ha donat és el d'Altagracia, de Vis a vis, atorgant-li una certa rellevància.

## Biografia
Va estudiar Literatura Dramàtica i Teatre a la Universitat Nacional Autònoma de Mèxic. Durant els seus estudis universitaris, va començar a actuar en algunes obres de teatre de caràcter semi-professional. En acabar els seus estudis, es va traslladar a Espanya, on va romandre dos anys, en els quals va rebre classes de dansa a Tarragona i a Barcelona, va realitzar alguns tallers de teatre i va treballar en una obra teatral, va participar com a ballarina en un espectacle musical i va realitzar alguns anuncis publicitaris i també va exercir alguns treballs fora del món de l'espectacle com a animadora turística i en una guarderia.
La seva trajectòria comprèn més de 25 pel·lícules, entre llargmetratges i curtmetratges. Ha treballat amb directors com Carlos Cuarón i Carlos Carrera. En 2013 va participar en el seu primer paper protagonista a Las horas muertas del director Aarón Fernández Lesur. Aquesta interpretació li va valer el premi a Millor Actriu en el Festival Internacional de Cinema de Morelia, de 2013.
En 2018 va ser una de les incorporacions a la sèrie de FOX TV Vis a vis on interpreta Altagracia, una de les protagonistes de la seva tercera i quarta temporada.

### Pel·lícules
| Any  | Títol                  | Paper                      | Notes                                                         | Ref.  |
| ---- | ---------------------- | -------------------------- | ------------------------------------------------------------- | ----- |
| 2007 | Todos los besos        | Carmen                     |                                                               | [ 3 ] |
| 2008 | Rudo y Cursi           | Toña                       | Nominada – Premi Ariel a la millor actriu de repartiment      | [ 4 ] |
| 2009 | Backyard: El Traspatio | Hilda                      |                                                               | [ 4 ] |
| 2009 | Not Forgotten          | Criada embarazada          |                                                               | [ 4 ] |
| 2009 | Un mexicano más        | Chiquis                    |                                                               | [ 5 ] |
| 2010 | El mar muerto          | Julia                      |                                                               | [ 6 ] |
| 2012 | 4 Maras                | La Guillo                  |                                                               | [ 6 ] |
| 2012 | Morelos                | Simona                     |                                                               | [ 4 ] |
| 2012 | Un mundo para Raúl     | Mare de Raúl               | Student Academy Award Winner                                  |       |
| 2013 | Las horas muertas      | Miranda                    | Millor actriu del Festival Internacional de Cinema de Morelia | [ 4 ] |
| 2013 | Elysium                | —                          |                                                               | [ 7 ] |
| 2014 | La Tirisia             | Cheba                      | Ariel a la millor actriu                                      | [ 4 ] |
| 2014 | Hilda                  | Hilda                      | Millor coactuació femenina                                    | [ 4 ] |
| 2015 | Spectre                | Dona mexicana a l'ascensor |                                                               | [ 4 ] |
| 2015 | Las Aparicio           | Adriana                    | Adaptació per televisió de la sèrie Las Aparicio              | [ 8 ] |
| 2016 | La Caridad             | Eva                        | Ariel a millor coactuació femenina                            | [ 6 ] |
| 2017 | Casi una gran estafa   | Maripaz                    |                                                               | [ 9 ] |
| 2017 | El autor               | Irene                      | Nominada – Goya a la millor actriu revelació                  | [ 6 ] |

### Sèries
| Any         | Títol                 | Paper                    | Cadena            | Episodis     |
| ----------- | --------------------- | ------------------------ | ----------------- | ------------ |
| 2010        | Capadocia             | Ramona                   | HBO Latin America | 1 episodi    |
| 2011        | El encanto del águila | Natividad                | Las Estrellas     | 1 episodi    |
| 2015        | La rosa de Guadalupe  | Diversos personatges     | Las Estrellas     | 3 episodis   |
| 2016        | Dios Inc.             | María Elena              | HBO Latin America | 4 episodos   |
| 2018 - 2019 | Vis a vis             | Altagracia Guerrero      | FOX España        | 15 episodis  |
| 2020        | Perdida               | Angelita Moreno Guerrero | Antena 3          | 11 episodis  |
| 2020        | Coyote                | Mujer del cantin         | TNT               | 10 episodis. |

## Premis
Premis Ariel
| Any  | Categoria                  | Pel·lícula   | Resultat   |
| ---- | -------------------------- | ------------ | ---------- |
| 2009 | Millor Coactuació Femenina | Rudo y Cursi | Nominada   |
| 2015 | Millor Actriu              | La tirisia   | Guanyadora |
| 2016 | Millor Coactuació Femenina | Hilda        | Guanyadora |
| 2017 | Millor Coactuació Femenina | La caridad   | Guanyadora |

Premis Goya
| Any  | Categoria               | Pel·lícula | Resultat |
| ---- | ----------------------- | ---------- | -------- |
| 2018 | Millor Actriu Revelació | El autor   | Nominada |

Cercle d'Escriptors Cinematogràfics
| Any  | Categoria               | Pel·lícula | Resultat |
| ---- | ----------------------- | ---------- | -------- |
| 2018 | Millor Actriu Revelació | El autor   | Nominada |

Festival Internacional de Cinema de Morelia
| Any  | Categoria              | Pel·lícula        | Resultat   |
| ---- | ---------------------- | ----------------- | ---------- |
| 2013 | Millor Actriu Mexicana | Las horas muertas | Guanyadora |